# Lingüística comparativa
La lingüística comparativa és la part de la lingüística que estudia les relacions entre les llengües i l'evolució interna de cadascuna d'acord amb una tècnica de comparació de les etapes de l'evolució d'una mateixa àrea lingüística i de comparació entre les llengües semblants.
La lingüística comparativa és, doncs, un estudi que es desenvolupa entre l'evolució històrica i les fases que n'indiquen els moments de canvi i de diferenciació. Un sistema comparatiu que analitza la superposició dels diferents estadis de transformació de la llengua a través de les interferències que, a poc a poc, s'acumulen amb el temps sota la pressió dels successius canvis morfològics i fonètics.
Així el significant adquireix, a poc a poc, significats nous que substitueixen els anteriors i s'infiltren en la nova estructura antropològica i cultural que els ha generats.
Hom pot recordar, per exemple, l'anomenada llei fonètica, actualment acceptada i resultat de l'anàlisi comparativa dels fonemes, que estableix que donat un so qualsevol x quan aquest es transforma a causa de les contingències en un so y, la mateixa transformació s'esdevé regularment cada cop que hi hagi ocurrència de x si es troba en unes condicions iguals en el mateix moment històric definit. El canvi dels fonemes segueix (i és paral·lel a) la mutació dels morfemes. Vegeu en el francès el que s'ha esdevingut amb la ē (e llarga del llatí vulgar), el so corresponent actual de la qual és el que s'escriu amb oi.
Per exemple:
- sē = soi
- mē = moi
- tē = toi
- lēgem = loi
- mēnsis = mois
- crēdere = croire

Pertanyen al camp d'estudi de la lingüística comparativa:
- La lingüística històrica-comparativa (lingüística diacrònica), fundada al segle xix i que du a terme les seves indagacions amb la comparació lingüística, que ha reeixit a establir la pertinença a una família lingüística o altra de les diferents llengües, així com llur origen. D'aquestes recerques han nascut diverses disciplines com la lingüística indoeuropea, la semitística o la ugrofinesa, especialitzades en cada grup d'idiomes. La presumpta relació lingüística s'anomena parentiu genètic en lingüística.

- La lingüística contrastiva, denominada sobretot a Europa de l'est també lingüística confrontativa, que compara entre si les llengües des del punt de vista sincrònic, es concentra sobretot en la tipologia lingüística i en la didàctica de les llengües estrangeres (per exemple la cerca de possibles interferències lingüístiques, i problemes de l'adquisició de les llengües estrangeres, etc.). Si les llengües examinades es troben en contacte, es parla de lingüística de contacte.

- Les ciències literàries de la comparació (comparativística).

## Orígens de la lingüística comparativa

### L'evolució lingüística com es veia a l'antiguitat
La idea del canvi lingüístic no era gaire clara en els antics que atribuïen a la necessitat la causa de l'aparició de paraules noves.
Per exemple, Quint Horaci Flac escriu:
Multa renascentur quae iam cecidere, cadentque
quae nunc sunt in honore vocabula, si volet usus (Ars poetica vv.70-71)
("Moltes paraules que ja han desaparegut tornaran, i desapareixeran les que ara s'usen, si ho vol la necessitat")
Encara no existia per a la majoria la idea de la innovació del lèxic i no consideraven els arcaismes lexicals, sintàctics i morfològics dels poetes més que licentitae dictades per raons estilístiques, mètriques i rítmiques.
També en el pla del parentiu lingüístic, ni els grecs ni els llatins no en tingueren més que qualque intuïció ocasional: Plató (Cràtil 410 a), notava l'afinitat existent entre paraules gregues com ὕδωρ i κύων i les corresponents en frigi, però no se li va acudir res més que fossin préstecs.
Aristòtil, explicant en termes de transposició, subtracció o intercanvi de lletres els arcaismes d'Homer com a llicència poètica, arribà a fer derivar formes arcaiques de formes més recents de les mateixes paraules (Poètica 1458 a), mostrà el caràcter fix de la seva visió del llenguatge.
A la Roma de l'edat imperial, el gramàtic Rufi Fest notava la correspondència entre l'aspiració inicial de moltes paraules gregues i la sibilant amb què començaven els termes corresponents en llatí latino (ὑλή → silva; ἕξ → sex; ἑπτά → septem): en va treure la conclusió que el llatí era un dialecte grec particular, afí a l'eòlic, amb el qual compartia la baritonesi (tendència a no accentuar la darrera síl·laba).

La torre de Babel (1563), Pieter Brueghel el Vell

L'estat de les recerques no canvià gaire a l'edat mitjana i en el Renaixement. L'humanista Joseph Juste Scaliger (1540-1609) va tenir la intuïció del parentiu entre les llengües, i identificà onze llengües mare, entre les quals l'arrel comuna del germànic, que ell anomenà lingua Gott (de l'alemany Gott: Déu), però es limità a comparar-ne el lèxic. El mercader i escriptor toscà Filippo Sasetti (1540-1588), a l'Índia per negocis, avançà una mica més, quan notà algunes semblances entre les llengües europees i les indies, però ell tampoc no passà de les comparances lexicals.

### El naixement del mètode comparatiu
Sols a la fi del segle xvii començaren a canviar les coses. El mètode comparatiu tingué un precursor en Christian Jacob Kraus (1753-1807), que definí el concepte de taula comparativa entre formes gramaticals de les llengües. El 1781 Johann Christoph Adelung definí els conceptes de varietat dialectal, llengua parenta, i llengua totalment diferent envers qualsevol llengua implicada en un examen comparatista.
El salt qualitatiu que porta a la formulació de la hipòtesi d'una llengua mare comuna de les llengües antigues d'Europa l'ocasionà, però, una circumstància històrica ben concreta, l'apropament de la cultura europea a l'índia antiga, a l'època de la conquista de l'Índia per Anglaterra. El 1786, l'alt magistrat de Bengala sir William Jones (1746-1786) donà una conferència en el text de la qual, publicat el 1788, valorava l'estructura de la llengua sànscrita, i avançava la hipòtesi que el llatí, el grec, el celta, el gòtic i el sànscrit procedissin «d'una font comuna que tal volta ja no existeix»: havia nascut així la hipòtesi d'una llengua mare ancestral de totes les parlades a l'Índia i a Europa.

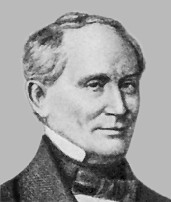
Franz Bopp

Però la hipòtesi de Jones caigué en l'oblit, tant que Friedrich Schlegel (1772-1829) tornà a proposar la mateixa idea en el seu llibre Über die Sprache und Weisheit der Indier (Sobre la llengua i la sapiència dels indis), en el qual per primera vegada es parla de gramàtica comparativa (vergleichende Grammatik). Però només Franz Bopp (1791-1867) i el seu històric Konjugationssystem (Sistema de les conjugacions), arribà a formular definitivament els principis concrets i sistemàtics de l'anàlisi lingüística-comparativa, i a introduir el programa enunciat per Jones i Schlegel en l'àmbit de la lingüística pròpiament dita. Bopp fou el primer a basar les definicions d'Adelung sobre dos principis bàsics:
1. La concordança del material lingüístic
2. La concordança de l'estructura gramatical.

La posada a punt completa de la metodologia de la lingüística històrica s'assolí a la fi amb Jacob Grimm, que posà els fonaments de la filologia germànica i forní eines i materials essencials a la lingüística indoeuropea.

### Els primers estudis científics
Com es veu, la lingüística comparativa neix a Europa entre el final del segle xvii i el començament del xix, a la zona germànica, en el clima cultural creat pel Romanticisme, Les primeres llengües europees que es compararen i que es reconegueren com a descendents de la llengua mare foren les llengües germàniques, objecte de la fonamental anàlisi de Grimm, el qual formulà la famosa llei fonètica de la rotació consonàntica o Lautverschiebung (de l'alemany Laut, «so, fonema», + Verschiebung, «canvi» -vegeu l'anglès shift), que descriu l'èxit particular que tenen en alemany les consonants oclusives indoeuropees. Amb la formulació de la seva llei, Grimm defineix també, més en general, el concepte de canvi fonètic com un fenomen específic de les llengües, dotat de regularitat i que s'esdevé en unes condicions particulars d'articulació de la paraula. El germànic adquirí així amb Grimm una forma lingüística definitiva, com a subgrup de l'indoeuropeu.

## Crítica a la lingüística comparativa
Encara que molts dels lingüistes seguiren usant el mètode comparatiu, molts d'ells hi veieren també alguns defectes greus. Durant els darrers anys, s'han proposat alternatives (per exemple, la comparació lexical en massa), en part degudes als problemes inherents al mètode.

### La hipòtesi neogramàtica
El primer punt feble de la lingüística comparativa és l'assumpció fonamental dels neogramàtics que «les lleis fonètiques no admeten excepcions». Aquesta assumpció és problemàtica també en el pla teorètic: el fet mateix que llengües diferents hagin evolucionat segons lleis de canvi fonètic diferents sembla indicar un grau d'arbitrarietat en l'evolució lingüística. A més, un cop acceptat que els canvis fonètics puguin estar condicionats pel context segons unes regles més aviat complicades, s'obre la porta a «lleis» que només tenen en compte unes quantes paraules, o fins i tot una de sola; cosa que lògicament equivalent a admetre excepcions a les lleis més generals. Aquest problema ha menat alguns crítics a una posició radicalment oposada, que es pot resumir amb la màxima «cada paraula té la seva història».

### Manlleus i mutacions casuals
També els neogramàtics reconegueren que, a part de les lleis de canvi fonètic general, les llengües es troben subjectes també a manlleus d'altres llengües i a altres canvis esporàdics (inflexions irregulars, composició, abreviació) que refereixen sols a una paraula, o a subconjunts de paraules petits.
Igualment, si cal excloure de l'anàlisi els manlleus, atès que per definició no són genètics, introdueixen confusió en les dades, i així poden ocultar lleis sistemàtiques o deformar-ne l'anàlisi. A més, hi ha el perill d'un raonament circular -és a dir, d'hipotetitzar que una paraula sigui un préstec sols perquè no s'adapta a les assumpcions actuals sobre les lleis fonètiques regulars.
Els intents d'aplicar el mètode comparatiu a llengües afectades pel procés de difusió per àrees poden també ser problemàtics. Aquesta és, en essència, una forma subtil de manlleu, que es pot produir quan un significatiu nombre de parlants d'una llengua és competent d'alguna manera en una altra, possiblement no relacionada. Això pot portar les llengües a adoptar característiques fonològiques d'una altra, de vegades fins i tot sense que hi hagi un manlleu conscient de formes lexicals o morfològiques, amb el resultat que les dues llengües pot acabar que semblin que tenen una relació genètica quan de fet no en tenen. També és possible que dues llengües, o més, sense relació sembli que estiguin relacionades com a conseqüència que independentment han rebut la difusió per àrees d'una tercera llengua sense relació.
Les altres excepcions a les lleis fonètiques són un problema més greu, perquè apareixen en la transmissió lingüística genètica. Un exemple de canvi esporàdic, sense cap raó lògica aparent, és la paraula espanyola palabra («paraula»). Per un canvi regular des del llatí, s'hauria d'haver transformat en * parabla, però la r i la l s'han intercanviat la posició per metàtesi esporàdica.
A mesura que aquests canvis esporàdics s'acumulin, aniran ocultant més i més les lleis fonètiques sistemàtiques, i a la fi impediran de reconèixer les relacions genètiques entre les llengües, o portaran a reconstruccions errades de protollengües i a arbres lingüístics incorrectes.

### Analogia
Una font de canvis esporàdics que reconegueren els neogramàtics mateixos fou l'analogia. En aquesta, una paraula esporàdicament canvia perquè es troba prop d'una altra en el lèxic que es pensa que té alguna relació amb ella. Per exemple, la paraula russa per 9, mitjançant canvis fonètics regulars a partir del protoeslau, hauria d'haver estat /nʲevʲatʲ/, però realment és /dʲevʲatʲ/. Es creu que la nʲ- inicial es canvià en dʲ- per mor de la influència de la paraula usada en rus per 10, /dʲesʲatʲ/).

### Aplicació gradual
Fa més poc temps, William Labov i altres lingüistes que han estudiat contemporàniament els canvis lingüístics amb detall han descobert que fins i tot un canvi fonètic sistemàtic al principi es produeix d'una manera no sistemàtica, amb un percentatge d'ocurrència en la parla d'una persona que depèn de diferents factors socials (Beekes 1995:55; Szemerényi 1996:3). Sovint un canvi fonètic comença a afectar algunes paraules en una llengua, i després s'estén gradualment a altres, un procés conegut com a difusió lexical. Aquestes observacions afebleixen considerablement l'axioma dels neogramàtics que "les lleis fonètiques no tenen excepcions".

### Problemes relacionats amb elmodel arbori
Un altre punt feble del mètode comparatiu és la seva dependència del model arbori (alemany Stammbaum). En aquesta representació, les llengües filles es veuen com a branques que surten de la protollengua i que creixen allunyant-se gradualment més i més de la protollengua a través de l'acumulació de canvis fonològics, morfosintàctics i lexicals; i possiblement dividint-se en noves llengües filles. Aquesta representació es fa amb diagrames en forma d'arbres amb la part de dalt a baix. Com a exemple, vet ací un arbre de la família de llengües utoasteca, parlada pel sud i oest dels Estats Units i Mèxic:

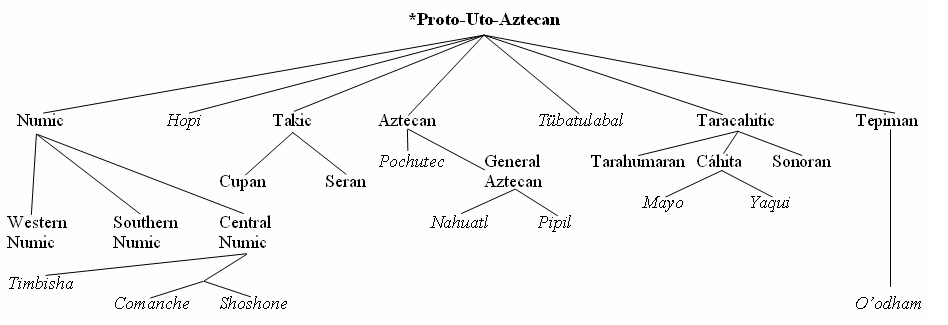
El mètode comparatiu ha rebut crítiques per la seva dependència del model arbori, emprada ací amb la família lingüística utoasteca. (Les famílies van en negreta, les llengües individuals en cursiva. No es representen totes les branques i llengües, per manca d'espai.)

### Model de l'ona
Atès que les llengües canvien gradualment, hi ha períodes llargs durant els quals diferents dialectes d'una llengua, que evolucionen cap a llengües diferents, romanen en contacte l'un amb l'altre i s'influeixen mútuament. El model arbori, doncs, no reflecteix la realitat de la manera com canvien les llengües, perquè fins i tot des del moment que es troben totalment separades, les llengües que es troben a prop una de l'altra seguiran influint-se, sovint compartint innovacions gramaticals, fonològiques i lèxiques. Un canvi en una llengua d'una família sovint s'arribarà a estendre per les llengües veïnes; i moltes onades de canvis es podran encavalcar parcialment com les ones en una superfície d'una bassa, travessant les fronteres lingüístiques i dialectals, cadascuna amb el seu àmbit definit aleatòriament (Fox 1995:129). El diagrama següent mostra aquesta concepció del canvi lingüístic, anomenat model de l'ona.

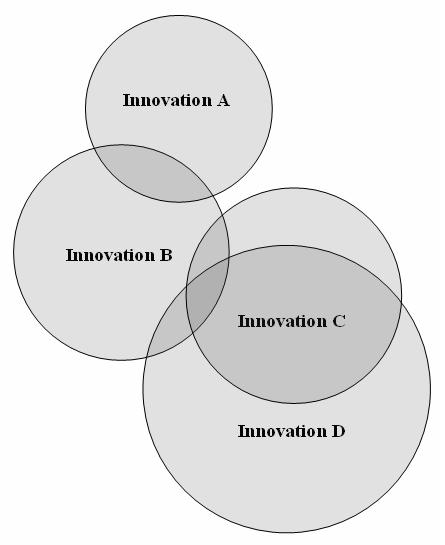
Model de l'ona

És una alternativa seriosa al mètode comparatiu, que es basa completament en l'assumpció que cada llengua té un sol pare "genètic" i, doncs, que la relació genètica entre dues llengües és deguda a la seva descendència d'un avantpassat comú.

### Model de l'equilibri interromput
Dixon (1997) ha proposat un model semblant al de l'ona, el model de l'equilibri interromput (manllevat de la teoria de l'equilibri interromput de la biologia evolucionista). Bàsicament, el model de l'equilibri interromput de les relacions lingüístiques proposa que la majoria de llengües, durant la major part de la història humana, estigueren en un "equilibri" amb les veïnes: canviaven d'una manera relativament lenta, i s'intercanviaven trets territorialment (incloent-hi trets fonològics, patrons morfològics i préstecs). Després de centenars o milers d'anys d'una situació d'equilibri com aquesta, aquests trets s'escamparen per tot el domini lingüístic i provocaren que totes les llengües fossin molt semblants en molts aspectes. Tanmateix, en diversos moments, segons proposa Dixon, s'esdevingueren fets que "interromperen" aquest estat d'equilibri (incloses desastres naturals com erupcions volcàniques i torrentades, invasions de noves cultures, l'expansió per una nova zona de gent que parlava la llengua, o la invenció d'una tecnologia que canviava la manera de viure), i provocaren que les llengües entressin en un breu període amb canvis molt ràpids, en el qual es degueren dividir ràpidament en moltes llengües filles noves. I només en aquestes situacions, segons Dixon, es pot aplicar el model arbori; un cop aquestes llengües filles comencen a instal·lar-se en una nova etapa d'equilibri amb les seves veïnes, ràpidament adquiriran els trets lingüístics comuns d'aquesta zona, i amb el temps el seu origen genètic esdevindrà completament fosc. Aquest model de l'equilibri interromput ha estat objecte d'una gran atenció dels lingüistes, molts dels quals s'inclinen a acceptar aquest model per la seva precisió. Si aquest model representa la manera com les llengües canvien, aleshores el model arbori -i el mètode comparatiu, que s'hi basa per força.- només es pot aplicar en uns casos limitats.

### Heterogeneïtat de la protollengua
Una altra assumpció implícita en la metodologia del mètode comparatiu és que la protollengua és uniforme. Això és dubtós, perquè àdhuc en les comunitats lingüístiques molt petites hi ha sempre diferències dialectals, relacionades amb factors com la distribució territorial, el gènere, la classe, etc. (la llengua pirahã de Brasil té uns quants centenars de parlants, però com a mínim dos dialectes diferents, un parlat pels homes i un per les dones, per exemple (Aikhenvald i Dixon 1999:354; Ladefoged 2003:14). Per tant, l'única protollengua reconstruïda pel mètode comparatiu és, versemblantment, una llengua que mai no existí.

### Llengües criolles
Un altre problema potencial per al mètode comparatiu és el fenomen de la formació de les llengües criolles, en el qual es forma una llengua nova a partir d'una combinació complicada de dues llengües que no estan relacionades de prop. El papiamento, parlat al Carib, n'és un exemple notable (Holm 1989:312). En aquests casos, la nova llengua pot acabar formada per un vocabulari i un sistema fonològic que deriva dels seus dos pares, en proporcions variables; mentre que la gramàtica (morfologia i sintaxi) en part és hereditària i en part el resultat de la innovació local. Sovint les paraules funcionals d'una de les llengües originals són heretades, però s'usen en funcions completament diferents en el crioll (Holm 1989).
La formació del crioll sembla que és un fenomen prou corrent. En els darrers 500 anys se n'han documentat dotzenes, arran de l'expansió colonial europea, i a les fronteres dels grans imperis del passat degué haver-n'hi també moltes. Encara que el mètode comparatiu sigui capaç de detectar l'existència de relacions genètiques entre el crioll i les llengües mares (o entre dos criolls amb pares comuns), la "protollengua" reconstruïda versemblantment és una construcció absolutament artificial.

### Subjectivitat de la reconstrucció
Encara que la reconstrucció de les correspondències fonètiques sistemàtiques entre dues llengües sigui prou objectiva, la reconstrucció de la seva llengua ancestral comuna és inherentment subjectiva. En l'exemple de més amunt del protoalgonquí, la tria de * m com a fonema originari només és probable, però no segura. És possible que el protoalgonquí amb * b en aquestes posicions es dividís en dues branques, una que conservà * b i l'altra que, per contra, el canvià en * m; i mentre la primera branca només evolucionà en l'arapaho, la segona s'expandí més i evolucionà cap a les altres tribus algonquines. (les asimetries tan dramàtiques com aquestes en el creixement de diferents branques del mateix arbre de fet són corrents; compareu, per exemple en l'indoeuropeu les branques romànica i celta). També és possible que l'antecessor comú més proper de les llengües algonquines usés algun altre so, com * p, que eventualment es transformà en * b en una branca i en * m en l'altra.
Des del moment que la reconstrucció d'una protollengua implica moltes tries com aquesta, la probabilitat d'equivocar-se en una és molt alta. Així que, qualsevol protollengua reconstruïda és gairebé segur que és incorrecta; és una construcció artificial que s'accepta per convenció, no per proves rigoroses. Aquests errors ocults passen la factura quan es comparen dues protollengües reconstruïdes a fi de construir un arbre més gros.